# Preventivna radarska tabla
Preventivna radarska tabla je je interaktivni znak, ki prikazuje hitrost vozila, ko se vozilo približuje tabli. Namen takšnih preventivnih radarskih hitrostnih znakov je upočasniti avtomobile tako, da voznike ozaveščajo, ko vozijo s hitrostjo nad omejitvami.

## Uporaba
Preventivne radarske table se pogosto uporabljajo v okolicah šol, včasih v povezavi s programi varnih poti do šole, v gradbenih conah ali na bolj prometnih cestah, tudi v naseljih. Navadno se uporabljajo tudi v povezavi z drugimi načini za umiritev prometa. 
Pogosto se uporabljajo na mestih, kjer ni smiselno izvajati drugih fizičnih ukrepov, tudi zaradi obsega prometa. Ali pa je njihov namen, da ugotovimo potrebo po nadaljnjem umirjanju prometa.

## Značilnosti in vrste
Radarske table so na voljo v različnih cenovnih razponih z različnimi funkcijami. Razlikujejo se po izgledu in lastnostih, nekatere imajo na voljo tudi dodatne funkcije, na primer možnost analiziranja zbranih podatkov o hitrostih.
Navadno je zgoraj napis "vi vozite" in spodaj je prikazana hitrost. Bolj napredni modeli pa imajo lahko spremenjliva sporočila na primer "prehitro", če vozimo prehitro ali pa "hvala", če vozimo po omejitvah. Sporočila so lahko seveda tudi drugačna.
Številni proizvajalci ponujajo dodatno napajanje na sončno energijo.

## Efektivnost
Študije, opravljene tako v Združenem kraljestvu kot v ZDA, so pokazale, da so preventivne radarske table zelo učinkovite pri upočasnjevanju prometa, seveda pa ne toliko kot ostali fizični ukrepi.